# 11210 Kevinqian
11210 Kevinqian eller 1999 GP22 är en asteroid i huvudbältet som upptäcktes den 6 april 1999 av LINEAR i Socorro County, New Mexico. Den är uppkallad efter Kevin Chengming Qian.
Asteroiden har en diameter på ungefär 9 kilometer.